# NGC 5986
NGC 5986是一個位於豺狼座的球狀星團，距離太陽約34000光年。
蘇格蘭天文學家詹姆士·敦洛普於1826年5月10日發現的NGC 5986。愛爾蘭天文學家約翰·路易·埃米爾·德雷耳將NGC 5986描述為「一個非凡的物體，一個球狀星團，非常明亮，巨大，圓形，中間逐漸變亮，星等為13到15等」。
NGC 5986穿過銀河系的順行-逆行軌道被認為是不規則的，並且偏心率很高。NGC 5986平均中心徑向速度為+100公里/秒。NGC 5986與銀河系中心距離為17000光年（5200秒差距），位於銀河系內暈內。

## 外部連結
- 维基共享资源上的相關多媒體資源：NGC 5986
- WikiSky上关于NGC 5986的内容：DSS2, SDSS, GALEX, IRAS, 氢α, X射线, 天文照片, 天图, 文章和图片